# Gränspunkt (fastighet)
Gränspunkter är geometriskt bestämda brytpunkter i fastighetsgränser för att markera en fastighets utbredning. Gränspunkter är ofta markerade med hjälp av gränsmärken såsom gränsstenar, gränsrör och andra fasta märken. Den noggrannhet med vilken man mäter ut gränspunkter beror på fastighetens värde. I stadsbebyggelse mäts gränspunkter ofta ut med centimeterprecision medan de i skog och mark kan vara upp till några decimeter felplacerade.  Gränsmärken är skyddade i lag.

## Vanliga markeringstyper

### Vanligt förekommande markeringstyper på fastmark
Gränsstenar
- Femstenarör (fr)

- Råsten (rn)

- Visare

- Utliggare

Moderna markeringar
- Rör i berg (rb)

- Rör i sten (rs)

- Rör i mark (rm)

- Rör i betonggjutning (rg)

- Dubb i berg (db)

- Dubb i sten (ds)

- Borrhål i berg (hb)

- Borrhål i sten (hs)

- Träpåle (tp)

### Vanligt förekommande markeringstyper på myrmark
- Träpåle (tp)

- (Råsten (rn)) [2]

### Övriga äldre förekommande markeringstyper
- Dubb i betonggjutning (dg)
- Dubb i mur (dm)
- Järnkonsol (jk)
- Mässingsskruv (ms)
- Glaserat rör (gr)
- Järnstång (js)
- Målpunkt (mp)[3]
- Gammal råsten (grn) (råstenen har alltså lagts ut före den ifrågavarande lantmäteriförrättningen) [4]

### Ännu ej kategoriserade markeringstyper
- Spik i asfalt (sa)[5]
- Spik i betong (sb)[5]
- Spik i betonggjutning (sg)[5]
- Spik i jordfast sten (ss)[5]
- Omarkerad punkt (om)[5]
- Konsol till väggmarkering (kv)[5]
- Fast signal (fs)[5]
- Stolpe (st)[5]
- Borrhål i betonggjutning (hg)[5]